# 可帕裸吻魚
可帕裸吻魚（學名：Psilorhynchus khopai）為輻鰭魚綱鯉形目裸吻魚科的一個種，分布於亞洲印度米佐拉姆邦卡拉丹河支流圖伊西河流域，本魚體延長，身體中部側面有9-12個不明顯的小深棕色圓形斑紋，縱向排列，呈淡棕色側條紋，背鰭中線有淡淡的金色條紋，背鰭和尾鰭基部之間有4-5個黑點，背鰭軟條11枚、臀鰭軟條9枚，體長可達8.4公分，棲息在沙石底質、水流快速的溪流，屬底棲性，生活習性不明。